# Locomotiva FS 806
La locomotiva FS 806 è stata una locomotiva-gru delle Ferrovie dello Stato.

## Storia
Questa macchina, costruita nel 1907, passò alle Ferrovie dello Stato nel 1919 e venne destinata ai servizi interni delle Officine FS di Rimini. La 806.001 fu demolita nel 1948.

## Descrizione
La locomotiva 806.001 possedeva una gru, collocata sopra la cabina, che pesava tre tonnellate. Per il resto era una macchina dalle scarse prestazioni: la velocità massima non superava i 30 km/h, le ruote motrici non erano particolarmente grandi (800 millimetri) e lo sforzo di trazione massimo era intorno ai 2850 kg.